# Yonder – Architektur und Design
Yonder – Architektur und Design ist ein Planungsbüro aus Stuttgart, dass 2011 von Katja Knaus (* 1972 im Schwarzwald) und Benedikt Bosch (* 1980 in Tuttlingen) gegründet wurde. Bekannt wurden sie durch mehrfach prämierte Wohnbauten. Den Büronamen entliehen sie einem Essay, in dem es um Räume und prägende Erinnerungen geht. Beide lernten sich bei ihrer Arbeit für Behnisch Architekten und der Universität Stuttgart kennen.

## Geschäftsführung
Katja Knaus studierte von 1993 bis 2000 Architektur- und Design an der Staatlichen Akademie der Bildenden Künste Stuttgart (Diplom) sowie 1997/98 an der Escola Tècnica Superior d’Arquitectura del Vallès, Universitat Politècnica de Catalunya (UPC BarcelonaTech) bei Enric Miralles. Von 2000 bis 2004 arbeitete sie für Behnisch & Partner, von 2004 bis 2010 für Behnisch Architekten. In den Jahren 2004 bis 2006 nahm sie einen Lehrauftrag am Lehrstuhl Grundlagen der Gestaltung bei William Firebrace an der Staatlichen Akademie der Bildenden Künste Stuttgart wahr. 2010 war sie Stipendiatin im Bundesatelier der Villa Massimo, Cité Internationale des Arts Paris. An der School of Architecture der Hochschule Bremen hatte sie 2011/12 eine Vertretungsprofessur für Entwerfen, Darstellung und Gestaltung inne. Ab 2014 war sie Wissenschaftliche Mitarbeiterin am Institut Wohnen und Entwerfen IWE der Universität Stuttgart bei Thomas Jocher. 2018 wurde sie auf eine Professur an der Akademie der Bildenden Künste München berufen. Sie leitet den Lehrstuhl für Entwurf und Darstellung. Seit 2019 ist sie Mitglied im Präsidium des BDA.
Benedikt Bosch studierte vom 2001 bis 2008 Architektur und Stadtplanung an der Universität Stuttgart (Diplom) sowie 2005 bis 2006 Architektur an der University of Oregon. Von 2008 bis 2013 arbeitete er bei Behnisch Architekten. Von 2010 bis 2014 hatte er einen Lehrauftrag bei Thomas Jocher an der Universität Stuttgart inne. 2012/13 war er ebendort Wissenschaftlicher Mitarbeiter. 2015 bis 2019 arbeitete er als Wissenschaftlicher Mitarbeiter bei Alexander Schwarz am Institut für öffentliche Bauten und Entwerfen der Universität Stuttgart. In den Jahren 2019 bis 2021 hatte er eine Vertretungsprofessur für Baukonstruktion und Entwerfen an der Hochschule für Technik Stuttgart inne. 2021 wurde er auf die Professur für Konstruktion und Entwerfen an der Hochschule Biberach berufen.

## Auszeichnungen (Auswahl)
- 2011 Vorarlberger Holzbaupreis, Nominierung[1]
- 2011 Häuser des Jahres (Callwey), Anerkennung[1]
- 2012 Häuser-Award, 3. Preis für Bienenhus[6]
- 2016 American Architecture Prize, Bronze, Kategorie Architectural Design/Residential Architecture für Haus P[6]
- 2017 Architizer A+Awards, Special Mention, Kategorie Private House für Haus P[6]
- 2017 Häuser-Award, 3. Preis für Haus P[1]
- 2017 Hugo-Häring-Auszeichnung, BDA Baden-Württemberg für Haus B[6]
- 2017 Wood Design & Building Award, Honor international für Haus B[6]
- 2018 Deutscher Solarpreis, Plakette für Haus B[6]
- 2018 The International Architecture Award from The Chicago Athenaeum für Haus B[6]
- 2019 Beispielhaftes Bauen Stuttgart 2015–2019, Auszeichnung, Architektenkammer Baden-Württemberg für Haus B[6]
- 2020 Häuser-Award, 3. Preis und Bauherrenpreis für Haus D[6]
- 2020 Hugo-Häring-Auszeichnung, BDA Baden-Württemberg für Haus D[6]

## Projekte (Auswahl)
- 2010 Bienenhus, Krumbach[7]
- 2012 Kaffeehaus G, Kolbermoor[1]
- 2015 Ferienhaus P, Oberreute[8]
- 2016 Haus B für Stefan Behnisch, Stuttgart[9]
- 2018 Haus D, Tuttlingen[10]
- 2020 Haus am Park, Tübingen, mit SOMAA – Gesellschaft für Architektur & Design[11]
- 2022 Haus S, Oberreute[12][13]
- 2024 Autobahnpolizei, Mühlhausen im Täle[14]